# Sermano
Sermano en idioma francés, Sermanu en idioma corso, es una comuna y población de Francia, en la región de Córcega, departamento de Alta Córcega. Es la cabecera del cantón de Bustanico.
Su población en el censo de 1999 era de 76 habitantes.

## Personalidades ilustres
- Renée Falconetti